# Yedisan

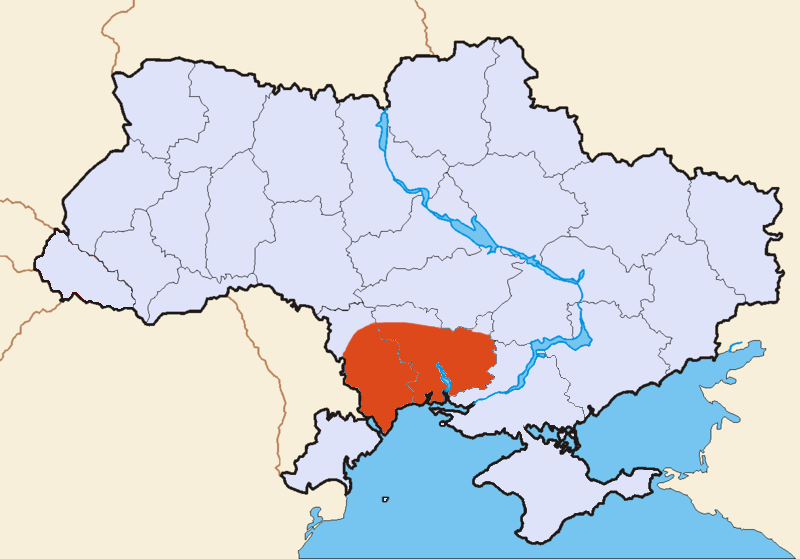
Le Yedisan dans l'Ukraine actuelle.

Le Yedisan (ukrainien : Єдисан ou Edisan ; russe : Едисан ou Iédisan) est une région historique et naturelle d'Ukraine correspondant à l'extrémité occidentale de la steppe pontique.
Antique territoire des Scythes Axiacées, le futur Yédisan compte, à partir du VIIe siècle av. J.-C., trois cités grecques (dont l'Olbia pontique) qui durant un millénaire exportent du blé vers Athènes. À compter du IVe siècle et pour les quinze suivants se succèdent ici les germains Goths et Skires, puis une longue série de cavaliers des steppes en quête de terres : Huns, Avars, Antes, Koutrigoures, Proto-Bulgares, Magyars, Alains, Pétchénègues, Coumans (Polovtses, dans la culture russe), Mongols et Tatars dont est issue la horde Nogaï qui s'y installe au XIIIe avant d'adopter l'islam et de devenir au XVIe vassale de l'Empire ottoman. En 1792, ce dernier cède le Yédisan à la Russie qui en chasse les musulmans et entreprend d'y implanter des slaves chrétiens orthodoxes, principalement russes et ukrainiens. Odessa, ville nouvelle bâtie sur les plans d'Armand de Richelieu, remplace alors l'ancienne capitale du Yédisan, établie en 1224 sous le nom d'« Oçak Karakerman » (« odjak de la citadelle noire »), renommée Otchakiv en 1413 quand l'Union de Pologne-Lituanie atteint la mer Noire, puis Özikale (« détroit d'Özi ») en 1492 lorsque la région devint une province ottomane.
Durant la Seconde Guerre mondiale, le territoire du Yedisan formait la moitié méridionale de la zone d'occupation roumaine en Ukraine alors dite « Gouvernement de Transnistrie », dénomination aujourd'hui donnée à la république auto-proclamée sécessionniste du Dniestr, à l'est de la Moldavie extérieure majoritairement roumanophone.

## Frontières
Le Yedisan correspond à l'actuel oblast d'Odessa (partie à l'est du Dniestr), au tiers occidental de l'oblast de Mykolaïv et à la grande moitié méridionale de l'actuelle Transnistrie. Limité au sud par la mer Noire, à l'ouest par le Dniestr et à l'est par le Boug méridional, il touchait au nord à la Podolie, dont le séparait un affluent gauche de ce fleuve, la rivière Kodyma (uk), jusqu'au poste frontalier de Balta. De là, la frontière nord, reconnue officiellement depuis 1699, suivait le cours du Iagorlyk (uk), qui prend sa source sur les hauteurs sud ouest de Balta, se dirige vers le sud et se jette dans le Dniestr en amont de Dubăsari, à hauteur de l'île Goian (ro).

## Étymologie
La région tire son nom du nogaï yedi et san, qui signifient respectivement sept et cent mille. L'expression fait référence aux sept fractions constitutives d'un groupe de Tatars Nogaïs qui ont conquis la région en 1224. Ces sept fractions se nommaient Kineges, Mangit, Acigen, Alcin, Yaltir, Dersengi et Masgar, avec chacune son bey. Leur tradition orale, riche de ces renseignements, survivait encore avant-guerre, identique à celle de leurs lointains cousins installés dans l'ancien khanat de Khiva, quelques familles de la Dobrogée.
Au XVe siècle, la région est connue comme une partie de la marche méridionale et désertique du grand-duché de Lituanie vaguement située au-delà du Ros et appelée Désert (Dykra (lt)), équivalent lituanien du russe Ukraïna[réf. nécessaire]. C'est au XVIe siècle que l'administration ottomane restaure et fixe le terme Yedisan jusqu'alors inconnu des chancelleries étrangères.

## Histoire

### Yedisan avant le Yedisan

#### Préhistoire
- 6300 av. J.-C. - 5500 av. J.-C. : adoption de l'élevage bovin par la civilisation Boug-Dniestr (en).
- 4500 av. J.-C. - 3200 av. J.-C. : civilisation préurbaine de Cucuteni-Trypillia née trois siècles plus tôt en Thrace.

#### Antiquité gréco-scythique (-647-237)
Habitée à partir du XIIe siècle av. J.-C. par les mythiques Cimmériens (nom que les Grecs interprètent comme signifiant « ceux des marges », κυμή), que les archéologues relient à partir de -900 à la civilisation de Novotcherkassk, la région, steppique, est peuplée vers le VIIe siècle av. J.-C. par les Scythes. Comme les Scythes Borysthènes, qui sont leurs voisins orientaux, les habitants se nomment par le nom du fleuve dont ils peuplent les deux rives, l'Axiaces. Les Axiaces ((la) Axiacae) ont pour autres voisins les Crobyzes ((la) Crobyzi), eux-mêmes voisins de la rivière Rhodes, peut-être l'actuel Ros, qui est au nord la frontière naturelle de la steppe pontique.
Quelques décennies après l'apparition de la civilisation scythique, à partir de -647, la côte accueille des marins milésiens venus d'Histria, elle-même fondée en -657. Ils fonderont trois colonies.

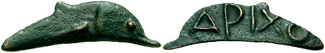
Monnaie d'Olbia du Pont en forme de dauphin, témoignage de l'attachement de la colonie grecque au mythe fondateur de l'héraclide Scythès, fils de la mélusine Delphine et héros éponyme des Scythes installés par le légendaire Targitaus} sur les deux rives du bas Borysthène.

- Nikonion fait face à Tyras, construite à l'embouchure du fleuve du même nom en pays gète, en aval des Tyragètes.
- Olbia du Pont, plus à l'est, est le port maritime où est entreposé le fret des bateliers de l'Hypanis, aboutissement de la route de l'ambre de Sambie et départ de caravanes pour la terra incognita des Issedones puis la Sérique. Transitaires et armateurs feront du terminal une grande foire aux esclaves, un important centre d'exportation du cuir, produit de transformation de l'élevage scythique, et un des principaux marchés du blé importé en Hellade.
- Borysthènes, située à l'embouchure du fleuve du même nom près du promontoire Hippolaüs (uk) en forme d'éperon qui le sépare de l'Hypanis[4], c'est-à-dire en face d'Olbia sur le golfe Borysthénique, avait déjà disparu au Ier siècle en se confondant avec la précédente[5] et n'a pas laissé de traces archéologiques, peut-être à cause d'une transgression marine à moins qu'il ne faille l'identifier avec la nécropole de l'île d'Achille[6], dont le nom contemporain, Berezan, signifie rives en ruthène (Бережие).

Ces deux derniers ports commandent deux relais à l'entrée du golfe, Ordessos, tourné vers la haute mer, et Alector, qui est une forteresse dominant des salines.
En -588, Anacharsis, prince scythe, visite Athènes et Sardes.
En -512, la Scythie au-delà des bouches de l'Istre est explorée en profondeur par Darius en personne à la tête de sept cent mille hommes. Partie de l'Hellespont, l'expédition s'enfonce de plus de huit cents kilomètres jusqu'à Gélonos, comptoir hellénisé des Budins situé près de l'actuel Bilsk, mais la steppe pontique, dépourvue de villes, se révèle incapable d'entretenir une armée stationnée et, face à une guérilla insaisissable, impossible à tenir.

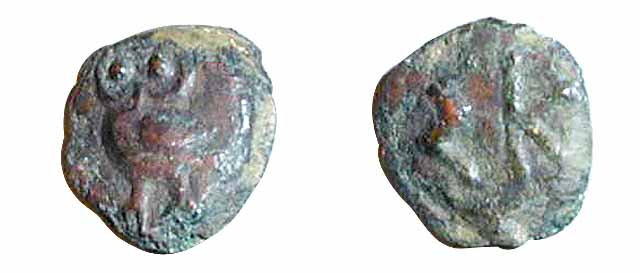
Monnaie frappée du nom de Skyl trouvée à Nikonion (près de l'actuelle Ovidiopol), où a été également retrouvé le tombeau du roi trahi par son demi-frère.

Monté sur le trône vers -465 à la suite du meurtre de son père Ariapeithes par le roi des Agathyrses Spargapeithes (uk), le roi métis Scyles (en) construit un palais à Borysthènes et s'y initie aux mystères dionysiaques. Il en est chassé par une faction qui rejette l'hellénisation et la sédentarisation. Il se réfugie auprès du roi des Odryses, Sitalcès, oncle maternel de son demi-frère Octamasadas (en). Trahi par cet oncle de la main gauche, il est échangé avec le frère aîné de Sitalcès, prince légitime des Odryses lui-même réfugié chez les Scythes. Octamasadas (en) le fait exécuter aussitôt avant de monter à son tour sur le trône.
Au milieu du IIIe siècle av. J.-C., la région est annexée par Ateas, tyran scythe de ce qui est aujourd'hui Kamianka-Dniprovska, jusqu'à la défaite fatale que lui inflige en -339 sur les rives méridionales de l'Istre Philippe II. En -331, le général macédonien Zopyrion incendie Nikonion avant de trouver la mort durant le siège d'Olbia, ravitaillée par les Scythes et secourue par les Gètes.
À la suite de ces troubles, les Sarmates soumettent l'arrière-pays. Dès la fin du IIIe siècle av. J.-C., la prospère Olbia est régulièrement assaillie par des coalitions de mercenaires conduits par quelques clans Germains, Celtes, Iraniens, cherchant à lui imposer tribut, Saïs, Thisamates, Saudarates... Les Scyres finissent, dans les brisées des Bastarnes, par s'emparer durablement de l'arrière-pays. Au tout début du IIe siècle av. J.-C., des Galates échouent dans leurs assauts grâce au secours de l'archonte Protogènes.

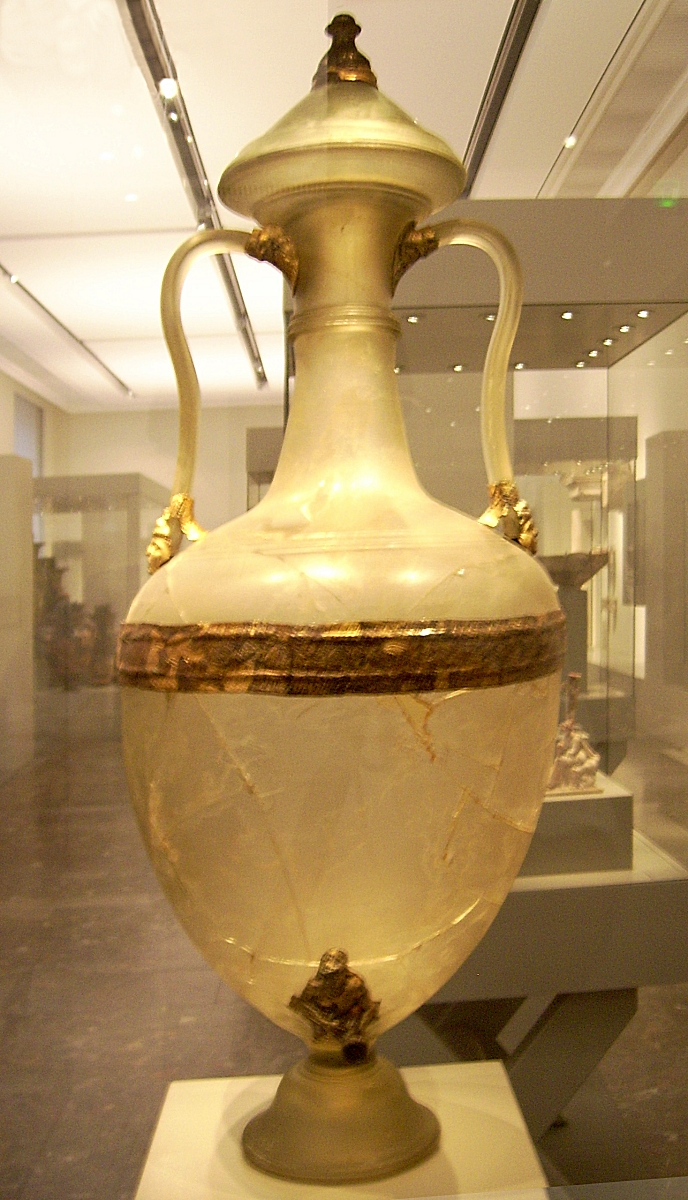
Amphore panathénaïque en verre, exploit technique qui témoigne de la prospérité de l'Olbia du temps de Scilouros, soit un siècle avant son déclin.

Vers -130, Scilouros, héritier du roi des Tauriens Argotos (uk) et de la reine des Criméens Camasarye, règne sur Olbia à partir de sa capitale orientale de Neapolis mais il doit faire appel aux forces armées des Sarmates Roxolans quand il tente d'étendre son hégémonie sur la colonie pontique de Chersonèse. Après sa mort en -113, son fils Palacos, dernier roi scythe, étend son domaine vers l'ouest au-delà de Nikonion et du Tyras jusque sur la Scythie mineure. Quand en -111 Palacos est défait par Diophante, général du roi du Pont Mithridate, le roi des Roxolans Tasius transforme son alliance avec les Scythes en domination. Les ports de Nikonion et d'Olbia entrent alors dans la mouvance du Royaume du Bosphore de l'archonte spartocide Pairisadès V, petits-fils ou arrière-petit-fils de Camasarye. Quand en -107, Mithridate hérite le Royaume du Bosphore du défunt Pairisadès, c'est avec ces deux cités, mais sans l'arrière-pays, abandonné aux Roxolans.
En -55, cinq ans après la défaite infligée devant Histria au proconsul de Macédoine Caius Antoine par les Bastarnes qui fit renoncer Rome aux colonies grecques du rivage occidental du Pont Euxin, l'« empereur » dace Burebista, à la tête de l'armée gète, entreprend, avec succès, de soumettre l'ensemble de celles-ci mais en -48 échoue devant Olbia, qu'il doit se contenter de mettre à sac. Les échanges commerciaux avec l'arrière-pays scyre interrompus, la cité, port désormais excentré à l'occident du Royaume du Bosphore, ne se remettra jamais tout à fait de cette catastrophe.
Le déplacement en 56 de la frontière du tout jeune Empire romain des bouches de l'Istre à celles du fleuve Tyras et le rattachement de la cité de Tyras à la province proprétoriale de Mésie marquent la velléité de la préfecture du prétoire de Claude puis de Néron d'établir une jonction terrestre avec un Royaume du Bosphore gouverné par le roi Cotys comme un protectorat romain mais le projet militaire, sans perspectives commerciales, laisse Olbia et sa région à l'écart. Comme à l'autre bout de l'Empire romain au pied du mur d'Hadrien, la légion accapare les moyens pour échafauder murailles et palissades stériles, le mur d'Athanaric (en) puis le mur des Greuthonges qui prolongent le limes transalutanus (en) et le mur de Constantin (ro). L'ensemble, surnommé mur de Trajan, abandonne le futur Yédisan frontalier aux « Barbares », dont les razzias en justifient l'entretien.

#### «Invasions barbares»: Goths, Huns, Avars, Antes (238-633).

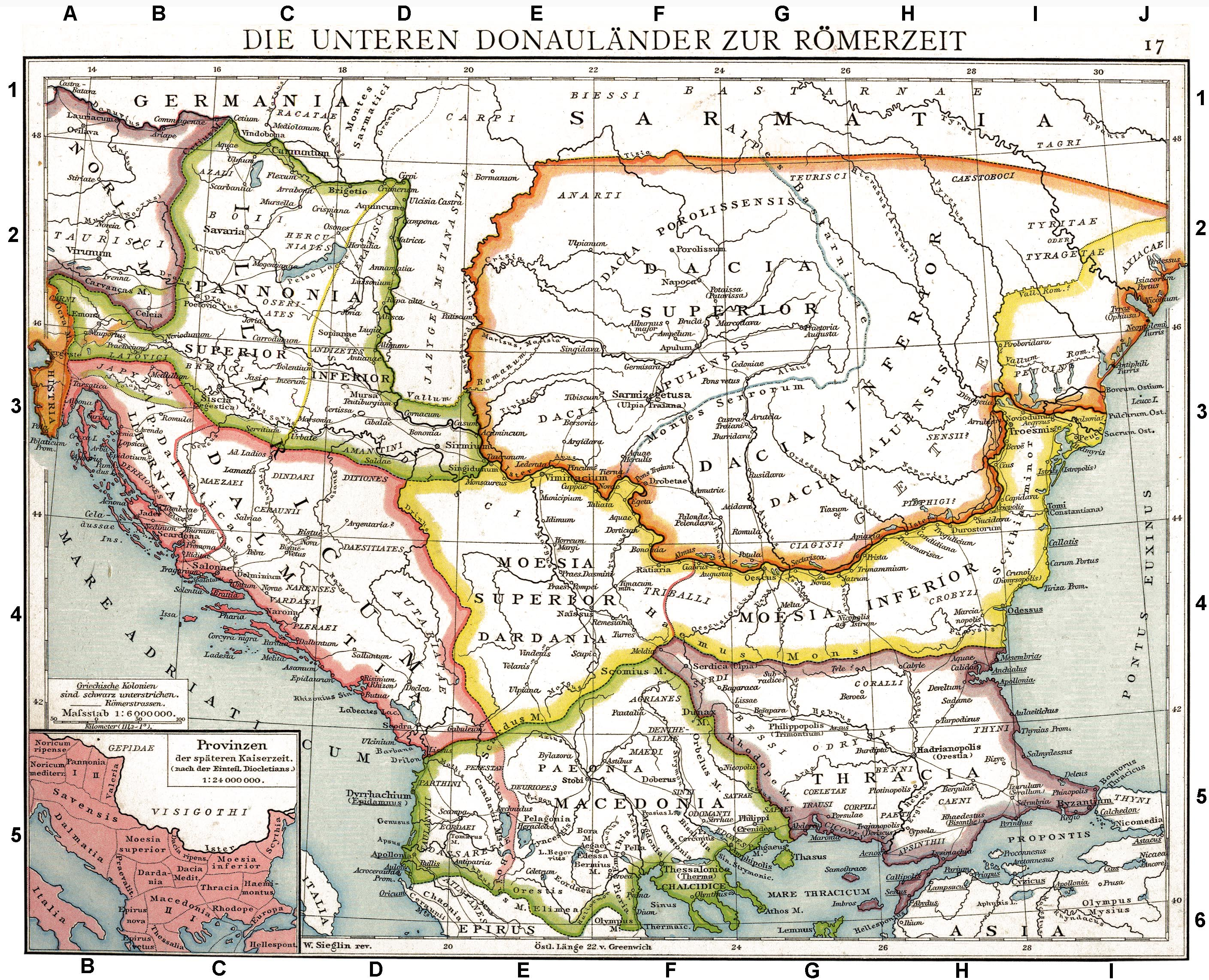
La Scythie axiacique s'étend à la frontière nord orientale du Bas Empire.

Les populations Sarmates, tels les Antes occidentaux vaincus en 376 par Withimer, sont assujetties dès le IIIe siècle par les Goths. Les contingents de ceux-ci commettent une première incursion dans l'Empire romain en 238 sur le bas Danube, en pillant Histria avec l'appui des Carpes et en obtenant un tribut annuel. À partir de 255, ils imposent à l'est leur gouvernement au roi du Bosphore Rhescuporis IV, préfigurant la principauté des Goths de Crimée. La légende place sur le Dniepr Bourg sur le fleuve (en), capitale de leur royaume (en) conquis par le héros Filimer sur les fées catabatiques Aliorumnas. Olbia du Pont, incendiée au moins deux fois, disparaît et avec elle, la présence grecque pour neuf siècles.
Du IVe siècle au Ve siècle, se développent à l'ouest du Dniepr pour s'étendre jusqu'au lime dace un type d'habitat paysan et un mode de sépulture associés à un profil de céramique et d'orfèvrerie appelés civilisation de Tcherniakhov. Cette diffusion est parfois interprétée comme le résultat local de l'expansion militaire des Sarmates libérés en 375 de leur vassalité vis-à-vis des Ostrogoths d'Ermanaric, par l'invasion des Huns du légendaire Balamber. En 390, Uldin, successeur d'Alypbi, conduit l'aile occidentale des Huns jusqu'aux rives du Danube et s'empare du terriroire des Scyres. Un demi-siècle plus tard, en 445, les Scyres, gouvernés par le roi Edecon des Turcilingues au sein de l'Empire hunnique, fomentent avec les Gépides le coup d'état qui permet au méote Attila, dont sortira la Maison de Doulo, de s'emparer de la couronne et des six mille livres d'or versées par l'empereur de Constantinople Théodose le Second.
Au Ve siècle, une fraction des Sarmates, identifiée aux Antes par un type de poterie appelé Penkovka (de), développe au nord du Yédisan un mode de vie et une organisation propres. En 518, suivis des Slaves Oulitches qui se fixeront en Podolie et au Yedisan, ils se répandent vers le sud-ouest, dans les régions qui formeront plus tard la Moldavie, la Transylvanie et la Valachie où apparaît un type de poterie assez proche, dit Ipotesti-Candesti (de). Ce profil de civilisation recouvre le futur Yédisan tardivement, au VIIe siècle, soit après l'évacuation de la région par les Avars, arrivés sous la conduite du khan Zabergan en 562 pour accomplir la mission pour laquelle l'empereur d'Orient Justin II les rémunèrent de faire régner la paix sur les nombreuses peuplades guerrières qui circulent entre la Tisza et la Volga.

#### Des Onoghours Bulgares et Magyars aux Coumans (634-1223)

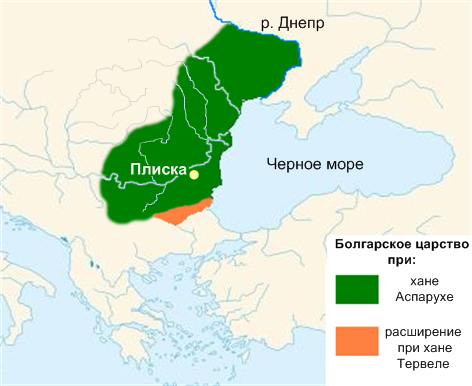
Trois siècles durant, de 634 à 915, le pays scyre est dominé par les bataillons Onoghours, ceux des khans Ermi puis d'une Bulgarie primitivement étendue entre Dniepr et Danube, puis ceux des khans Doulo qui dirigent les Magyars de l'Etelköz.

En 632, Koubrat, khan des Koutrigoures de la Maison de Doulo, s'affranchit de la tutelle du khagan avar Boyan et franchit deux ans plus tard le Dniepr. L'ancien territoire des Scyres passe du Khaganat avar à la coalition de la Grande Bulgarie, que dominent les Onoghours.
En 668, les Khazars vassalisent la partie orientale de la Grande Bulgarie. Sept clans Onoghours restent assujettis dans la région du Don ou « Dentü Mogyer (en) » et constituent le peuple magyar, autour de leur « capitale » Levédia, qui tire son nom de leur khan Levedi. En revanche, les clans rebelles des Onoghours se transportent vers l'ouest au-delà du Dniepr et atteignent le Danube. C'est là qu'en 680, sous la direction du koutrigoure Asparoukh, fils de Koubrat, ils vainquent les romains d'Orient à la bataille d'Ongal et s'installent pour douze générations. Les successeurs d'Asparoukh, à la tête d'une confédération slave des Sept Tribus, fondent et étendent dans les Balkans la Principauté de Bulgarie à partir de leur capitale, Pliska.

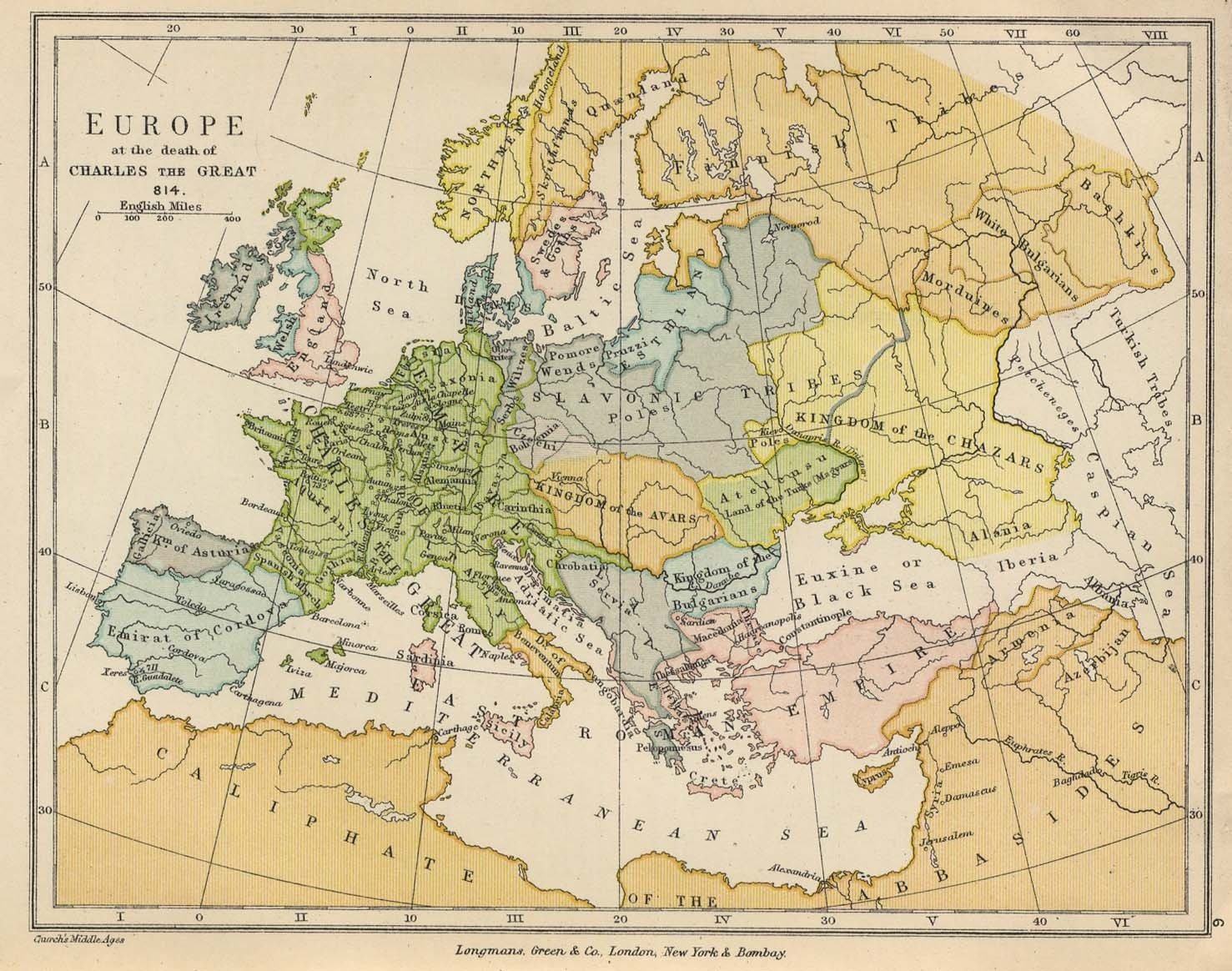
Le futur Yédisan, au cœur du supposé territoire de l'Etelköz, alias Atel ensu, à l'époque de Charlemagne.

En 837, le khan des Bulgares Pressiyan, pour mater la rébellion des Slaves des environs de Thessalonique, fait appel aux Onoghours Magyars. Deux ans plus tard, ceux-ci, qui ont probablement franchi le Dniepr avant 831, occupent le territoire « entre les fleuves » ou Etelköz. Le franchissement du Danube est effectivement barré aux voyageurs retournant de Constantinople vers la Russie. Les Magyars reprennent leur migration vers l'ouest en 889 pour s'installer dans la plaine de Pannonie. En 915, ils cèdent aux Petchénègues du khan Kouria la partie de leur territoire située entre les forêts des Carpates transylvaines (en magyar erdély : « au-delà des forêts ») et les rives de la mer Noire au nord des bouches du Danube, Yedisan inclus.
En 1068, à la suite de la bataille de la rivière Alta (en), cette région est annexée à l'empire des Coumans que dirige le khan Sokal. Dans les siècles suivants, beaucoup de princes et boyards « valaques » des futures Transylvanie, Moldavie et Valachie revendiquent des ascendances coumanes. Boniak, successeur de Sokal, s'immisce dans les affaires romaines et russes. Ouvert au commerce, il est tolérant vis à vis des Chrétiens comme des Juifs, lesquels continuent, après la chute du pouvoir khazar, de gérer le port de Tmoutarakan. C'est probablement Boniak qui accueille un nouveau comptoir grec sur le cordon littoral appelé cours d'Achille, qui s'étend au sud du golfe Borysthénique. Oléchia (ru) ou Alecta, en doublant le port de Chersonèse, ouvre la voie commerciale du Dniepr vers le khaganat de la Rus'. Le poisson pêché en abondance dans les limans de la région est livré en quantité au port de Kiev, qui est alors la seconde plus grande ville d'Europe après Constantinople.
Oléchia (ru) est pillée en 1159 par six mille mercenaires coumans et valaques déserteurs de l'armée galicienne, venus de Bârlad, capitale de leur comté dans la future Moldavie, et conduits à travers le futur Yédisan par un voïvode rebelle : les Bârladnices (en). La marine envoyée en secours par Rostislav Mstislavitch, le grand-prince de la Russie kiévienne, ne parvient pas à sauver la cité de leurs déprédations.

### Une marche entre empires

#### Yédisan nogaï (1224-1412)
Le khan des Coumans Kotian est vaincu le 31 mai 1223 à la bataille de la Kalka au nord du marais méotide par les chiens ((mn) nogaï, au sens d'éclaireurs), de Gengis Khan, Djebé et Subötaï. Dix mille Tatars, conduits par leur chef éponyme Tatar, fils de Terval et petit-fils de Djötchi, émigrent du sud-est de la Bachkirie pour ce qui deviendra de son côté le khanat de Crimée. Ces éleveurs nomades poussent leurs chevaux plus vers l'ouest et fixent leur capitale dans la citadelle de Karakerman (« citadelle noire »), la future Otchakoff, en 1224.
Quatorze ans plus tard, en 1238, le petit-fils de Gengis, Batou, secondé militairement par Subötaï, chasse définitivement Kotian. Ces Coumans, leurs chevaux et leurs chariots évacuent la région vers l'ouest pour rejoindre les Petchénègues de la plaine de la Tisza et fonder la Grande Coumanie. En 1243, Batou est établi par son oncle, le grand Khan Ögedeï, khan des territoires conquis et rassemblés sous le nom de Horde d'or. Il confie la frontière occidentale aux Tatars de l'ouest. Ceux-ci assoient à partir de Karakerman leur domination jusque sur la Galicie et les pays valaques, l'Europe centrale ayant été ravagée de l'Oder à l'Adriatique par les campagnes conduites par Batou entre fin 1240 et fin 1242.
En 1265, Nogaï, fils et héritier de Tatar, franchit le Danube avec une armée de quatre mille hommes et signe une paix rétribuée avec l'empereur romain d'Orient Michel Paléologue en épousant une des deux filles illégitimes de celui-ci, Euphrosine. En 1271, Nogaï, allié contre l'Ilkhan Abaqa au mamelouk Baybar avec lequel il supervise une lucrative traite d'esclaves, se convertit à l'islam à l'instar de son oncle Berké, cadet de Batou et khan de la Horde bleue, qui est la moitié occidentale de la Horde d'or. Pillant, rançonnant, ou vendant cher sa mansuétude, Nogaï mène ses campagnes en Lituanie en 1275, en Bulgarie où il épouse la puinée du tsar Georges Terter en 1282, en Transylvanie en 1285 et en Pologne en 1286 (d'où il ramène des milliers d'esclaves). Il impose en 1292 son protectorat à la Serbie de Miloutine et à la Bulgarie de Smilets.
Nogaï entre en conflit avec Toqtaï, arrière-petit-fils de Batou qu'il avait soutenu dans son accession au titre de khan de la Horde d'or, mais qui avait fait exécuter son petit-fils Agtji quand celui-ci a entrepris d'imposer le trafic, en particulier le trafic d'esclaves, opéré par les Génois et les Vénitiens dans les ports de la mer Noire. Trahi par ses chefs de clans au cours d'une bataille, Nogaï est tué en 1299. Son fils Tchaka se réfugie à Constantinople, son beau-père Georges Terter auprès des Alains de la garde de l'empereur Andronic Paléologue. Brièvement élu par les boyards bulgares tsar de Bulgarie, Tchaka est tué l'année suivante par son beau-frère Théodore Svetoslav, qui fait porter sa tête à Toqtaï. La Horde Nogaï, refoulée à l'ouest au-delà du Dniestr dans le Yédisan par Théodore Svetoslav, est, à l'est, confinée de part et d'autre du Don par Toqtaï et scindée en deux.
Les descendants de l'aile occidentale de la Horde Nogaï, appelés Kara Nogaï ((mn) Chiens noirs), s'organisent en sections délimitées d'ouest en est par les grands fleuves. Ces sections dominent le futur Boudjak, le Yédisan, Djamboylouk, Djédichkoul, au nord de la péninsule de Tauride, parfois appelée depuis Horde d'Azov, et le Kouban, appelée également Petite horde Nogaï (en). Les quatre premières affronteront durant deux siècles les armées du grand-duché de Lituanie et de ses vassaux moldaves, dont l'objectif est d'établir la liaison entre la mer Baltique et la mer Noire. Kiev conquise par le grand-duc Ghédimin à la bataille de l'Irpine en 1321, le fils de celui-ci, Olgierd, fixe la frontière au Yédisan à la suite de sa victoire remportée en 1362 à la bataille des Eaux-Bleues sur les trois beys Tatars qui gouvernent une Podolie affaiblie par la peste noire. Parmi ces trois là, Hadji Bey, qui transmettra son nom à sa nouvelle place forte, Khadjibeï, l'actuelle Odessa.
En 1397, la cavalerie du voïvode de Moldavie Étienne, alliée du gouverneur de Lituanie Vitold, atteint sans résistance la rive occidentale du bas Dniepr et les rivages pontiques. En échange de leur soutien militaire, un certain nombre de mercenaires Nogaïs se sont fait offrir des terres en Daïnavie et en Podlachie, zones relativement épargnées par l'épidémie. Ils s'y marieront et feront souche pour former la communauté musulmane des Lipkis, réservoir de gendarmes et de postiers au service du Grand-duc.
En 1399, lors de la bataille de la Vorskla, le manguit Edigu donne un coup d'arrêt à la progression des Lituaniens. Le terrain conquis par ceux-ci est cédé jusqu'au Dniestr puis repris, jusqu'au rivage, par les troupes du voïvode de Moldavie, Alexandre le Bon en 1412.

#### Yédisan lituanien (1413-1503)

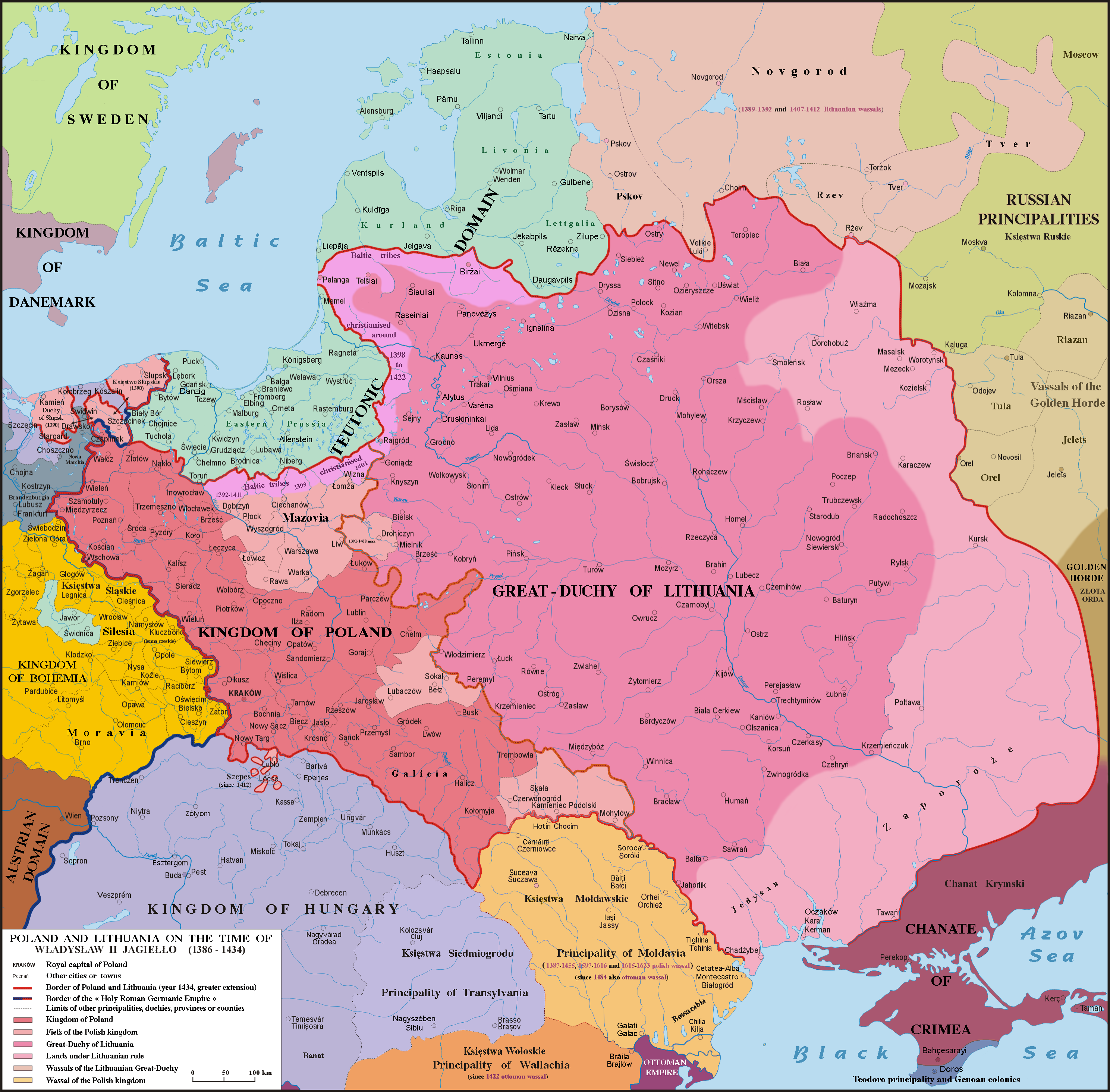
Le Yédisan en 1434, porte méditerranéenne de la Lituanie entre la Moldavie et un Khanat de Crimée en conflit avec la Horde d'or d'.

C'est en 1412 que les armées du Grand-Duc de Lituanie, Vitold, et de son vassal le voïvode de Moldavie Alexandre le Bon, parviennent à la mer Noire, faisant du Yedisan une terre lituanienne où ils colonisant des paysans ukrainiens et moldaves. Alexandre relève les ruines d'Alector (en turc et tatar Oçak) et y installe à demeure une garnison au service de son suzerain Vitold et de son successeur Svitrigaïlo. Vitold aide Hadji Giray dans son projet de faire sécession d'avec la Horde d'or pour créer le khanat en Crimée.
En 1417, le conflit dynastique en Valachie, entre Radou de Valachie (qui s'appuie sur le sultan ottoman Mehmet Ier) et Dan le Second (qui s'appuie sur Sigismond de Luxembourg, roi de Hongrie et empereur germanique) se traduit par l'entrée de l'armée turque en Dobrogée méridionale. Chaque année, de 1418 à 1422, les Ottomans assaillent le port moldo-génois de Montecastro (Moncastre en français ou Cetatea Albă en roumain, aujourd'hui Bilhorod-Dnistrovskyï), sur le liman du Dniestr. En 1422, les Ottomans s'emparent de la totalité de la Dobrogée et menacent les bouches du Danube que Valachie et Moldavie doivent fortifier (la Valachie finit par les céder à la Moldavie qui les contrôle sous le nom de Bessarabie, issu de la dynastie fondatrice de Valachie, les Basarab). Le khanat de Crimée est fondé en 1428 et obtient peu après des lituaniens le droit de suzeraineté sur le Yedisan, d'où les Moldaves doivent retirer leurs garnisons et flotte. Hadji Giray confirme les droits des descendants de Hadji Bey sur Moldoveanca (ou Moldowanka) qui s'appellera désormais Khadjibeï, la future Odessa.
En 1440, l'assassinat du Grand-duc Sigismond Kestutaïtis par la noblesse orthodoxe ruthène ravive la guerre civile lithuanienne (en) et fait du Yedisan l'arrière-cour d'une Podolie rebelle que dirige le Prince Svitrigaïlo vaincu cinq ans plus tôt à la bataille de Pabaiskas.

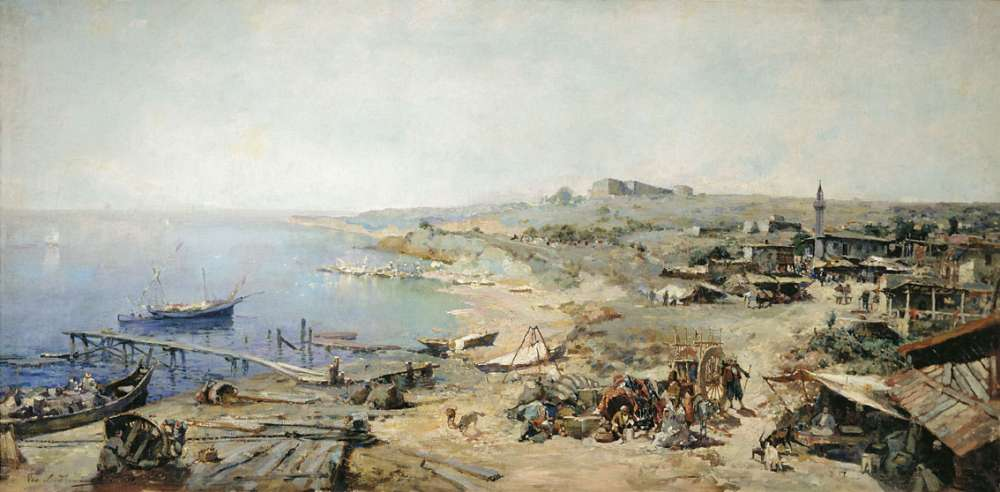
Évocation orientaliste peinte en 1899 par de Khadjibeï. Jusqu'en 1792, le Yédisan est perçu en Russie comme une terre d'Islam vouée à la conquête coloniale.

En ce début du XVe siècle, les frères Senarega (it), armateurs génois et pirates à l'occasion, obtiennent à concession un comptoir situé aux portes de Karakerman, renommé par les Moldaves du nom de l'hièble (médicinale dont il s'y fait commerce), en roumain Vozia. Les frères Senarega fortifient et baptisent ce comptoir Lerici, mais dès 1452, le sultan Mehmet II, qui prend Constantinople l'année suivante, impose une taxe aux navires franchissant le Bosphore. En 1455, à la suite du coup d'État par lequel Petru Aron renverse le prince de Moldavie Alexandru Mușat (homme lige du roi de Pologne Casimir Jagellon) les Senarega sont délogés par leurs concurrents de Cetatea Albă qu'avait défendu en 1429 Alexandru Aldea. Pierre Aron est bientôt reconnu par Mehmet II, et, vingt-neuf ans plus tard, en 1484, Cetatea Albă (Moncastre) et la Bessarabie (désormais nommés en turc Akkerman et Boudjak) sont conquis par les Ottomans de Bazajet II.
En 1492, une expédition des « Cosaques » (première mention du terme) du maire de Tcherkassy, Bogdan Glinski (uk) donne aux Criméens, désormais alliés de la Moscovie devenue indépendante contre l'Union polono-lituanienne, le prétexte pour occuper Vozia. Le khan Mengli Giray la fortifie et la renomme, par homophonie, Özi kale ou Forteresse d'Özi, que les Galiciens transcriront en Otchakoff, Özi ou Özü étant le nom turc du Dniepr. L'année suivante, elle est pillée par les mêmes Cosaques. Leur ataman, qui est un descendant du couman rebelle Mamaï, en ramène des esclaves, ainsi qu'un trésor de trente mille altyns. L'opération est réitérée en 1494 et libère des centaines de captifs chrétiens des Tatars.

#### Yédisan ottoman (1504-1791)

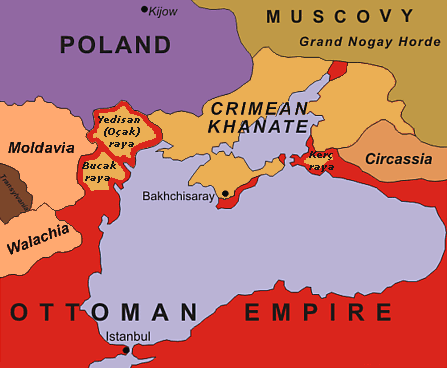
Schéma du sandjak du Yédisan, entouré de rouge, détaché en 1599 du Khanat de Crimée.

Les Ottomans élèvent une forteresse à Khadjibeï (Odessa) et renforcent celle d'Özi (Otchakov). Celle-ci résiste en 1541 et 1542 aux expéditions des starostes Bernard Pretwicz et Fiodor Sangousko. La multiplication de telles expéditions provoque successivement la protestation officielle du sultan ottoman Soliman auprès du roi de Pologne Sigismond, la rébellion contre celui-ci du staroste Dmytro Vychnevetsky en 1552, la fondation par ce dernier du sitch des Zaporogues et du fort de Khortytsia sur le Dniepr en 1554, la destruction du même fort par les Nogaïs en 1557.
En 1599, les Ottomans détachent le Yédisan du Khanat de Crimée et en font, à l'instar de la Dobrogée et du Boudjak, un sandjak du pachalik de Silistra (dit d'Özi ou d'Özü). Sur le plan religieux, ils l'attribuent sous le nom de diocèse de Proïlavie au métropolite de Brăila en Valachie. Les populations moldo-valaques de ce diocèse, en essaimant au-delà du Dniestr dans le Yedisan, donnent le prétexte nécessaire aux Ottomans pour refouler les chrétiens insoumis en Podolie, appartement à la République polono-lituanienne. Les opérations se déroulent en deux temps, en octobre 1620 à la suite de la bataille de Ceçora puis, moins d'un an plus tard, en septembre 1621 à la suite de la Bataille de Khotin.

Les Tartares d'Otchakiv entre Cosaques et Petite Tartarie sur une carte de 1665 de Nicholas Sanson.

Khadjibeï et d'Özi servent de bases de repli aux Nogaïs après leurs expéditions de pillage en Pologne, Russie ou Moldavie qui leur permettent de s'acquitter du tribut dû au Caliphe. Face aux Nogaïs, les Polonais et les Russes, ceux-ci après qu'ils ont signé les traités de Pereïaslav et d'Androussovo en 1654 et 1667, arment les Cosaques zaporogues et leur cèdent les terres conquises au nord du Yédisan et de la Crimée pour y établir leurs sitchs.

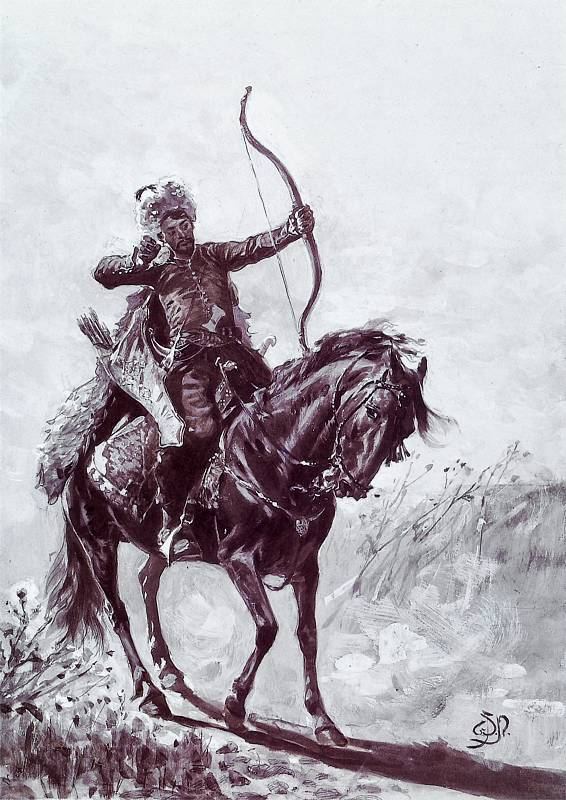
Archer nogaï reconstitué et dessiné à l'encre et la gouache vers 1885 par.

L'armée ottomane, cent mille hommes dont les timariotes Nogaïs appuyés par les douze mille cosaques de l'hetman Petro Dorochenko, assiègent Kamenets (en), saccagent Lvov et conquièrent la Podolie par une campagne de quatre ans, la guerre de 1672. La paix de Boutchatch en fait un gouvernement, le pachalik de Podolie. Les Ottomans imposent leur protectorat à l'Ukraine de la rive droite de Dorochenko et repoussent leur frontière sur la rive occidentale du Dniepr au sud de Kiev en prolongeant le conflit par une seconde guerre, qui se conclut en 1681 par le traité de Bakhtchissaraï. Différentes clauses confient aux seuls Zaporogues la militarisation de leur territoire frontalier mais délèguent aux Nogaïs la régie de leurs activités économiques, pâturage, pêcheries, saunerie, salaison, commerce portuaire.
Les invasions de 1695 et 1696 conduites pour le tsar de Russie Pierre le Grand par les cent mille hommes de Boris Cheremetiev aux frontières nord et nord-est du Khanat de Crimée rendent difficiles le maintien, au nord-ouest du Yédisan, dans un Empire ottoman défait quinze ans plus tôt devant Vienne par la Sainte Ligue, de la Podolie. Le 29 janvier 1699, le traité de Carlovitz restitue celle-ci à la Pologne et fait du Yédisan de nouveau la frontière turque.

### Pôle méditerranéen de la Russie

#### Annexion par la Russie impériale (1792-1916)

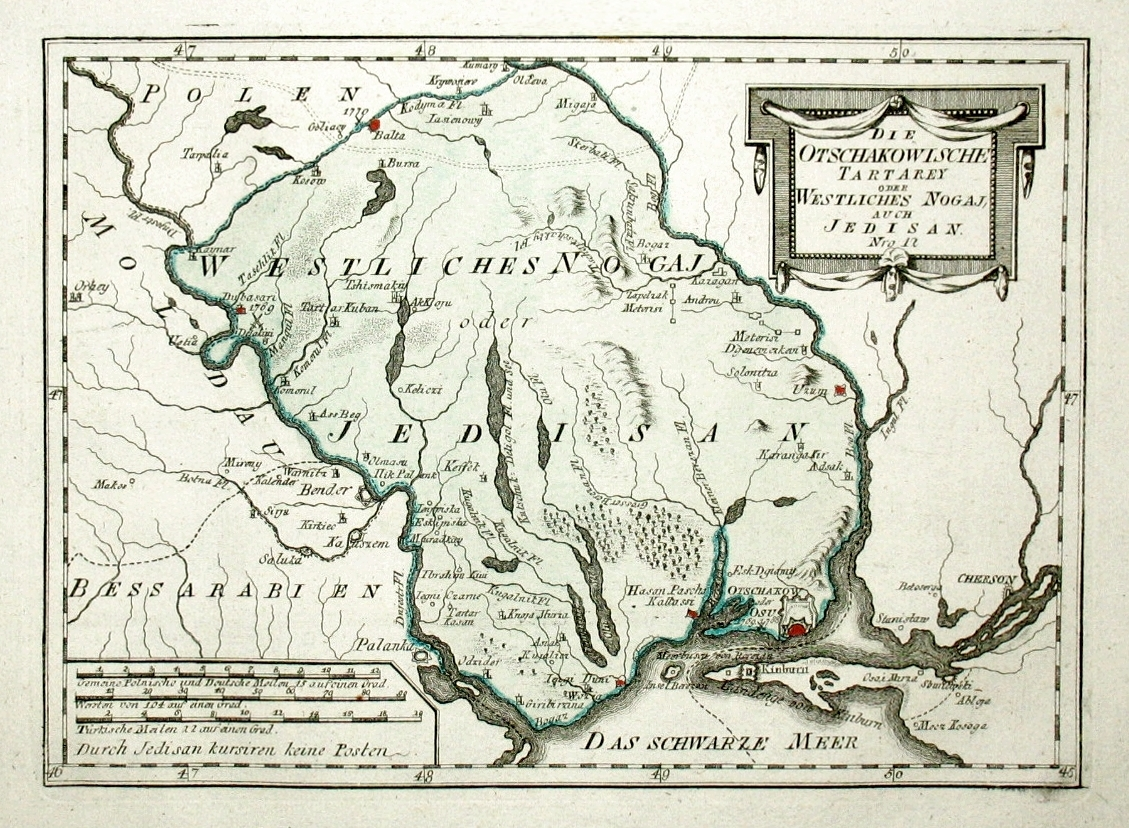
Carte du Yédisan publiée à Vienne vers 1790.

La Tsarine Catherine II régnante, la Russie cherche un débouché méditerranéen. Au terme de la guerre russo-turque de 1768-1774, le traité de Koutchouk-Kaïnardji fixe la frontière de l'Empire russe au Yédisan. Au terme de la septième guerre russo-turque, le traité d'Iași, signé le 9 janvier 1792, cède le Yédisan à la Russie.
La population est alors très majoritairement roumaine. En 1793, quarante-neuf des soixante-sept villages du Yédisan le sont. Les Nogaïs sont alors déportés vers l'Asie centrale mais une partie d'entre eux se réfugient dans le Boudjak et en Dobrogée, restés ottomanes. Les Tzars repeuplent la région en offrant des terres aux colons Russes, Ukrainiens, mais aussi Bulgares, Moldaves et Allemands, qui viennent rejoindre les Cosaques déjà établis à la place des Tatars.
Le duc de Richelieu, un Français, est chargé de bâtir un port au pied de la citadelle de Khadjibeï qui serve de nouvelle capitale. Pour celle-ci, on choisit le nom d'une colonie grecque de la mer Noire, l'antique Odessos, actuelle Varna en Bulgarie. Pour honorer la tsarine, Odessos est féminisé en Odessa. Le Yédisan intègre alors le Gouvernement de Kherson, et le nom cesse d'être usité. Odessa, pendant méridional de Saint-Pétersbourg, jouit d'un statut spécial. Gouvernée de 1803 à 1822 par le gouvernement central du Tsar et de 1822 à 1823 par le gouverneur général de Nouvelle Russie et Bessarabie, elle devient la quatrième ville de l'Empire, après Varsovie.

#### Intégration à la Russie soviétique (1917-1940)
Le 9 juin 1917, à la suite de la révolution de Février, se met en place à Odessa une assemblée législative régionale, le Roumtcherod, qui reconnaît le Gouvernement provisoire mais bientôt devient de fait un gouvernement autonome. Le 22 novembre, deux semaines après la révolution d'Octobre, Symon Petlioura, ministre de la défense de la nouvelle République populaire ukrainienne, qui a son siège à Kiev, ordonne le rassemblement, dans l'ancien Yédisan comme dans tout le sud-ouest du territoire revendiqué par son gouvernement, des soldats de langue ukrainienne dans des unités distinctes, semblables à celles qu'il a déjà sous ses ordres et qu'il nomme « haïdamaks ». À Odessa, c'est le député Victor Paplavko (ru), élu à la Rada le 7 août, qui est chargé de se coordonner avec un Roumtcherod menchévique et d'administrer la garnison et son important matériel. Six semaines plus tard, le 3 janvier 1918, le Roumtcherod, où les bolcheviks viennent d'acquérir une majorité relative, déclare Odessa ville libre.

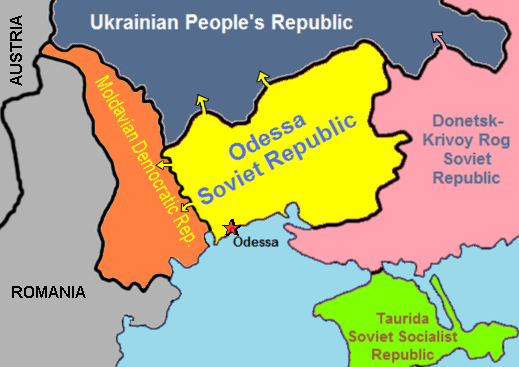
En jaune et orange les revendications territoriales de l’éphémère République soviétique d'Odessa au 1er mars 1918 (à ce moment, c'est la République démocratique moldave en orange qui contrôlait la Bessarabie, à l'Ouest).

Le 22 janvier, la République populaire ukrainienne proteste officiellement et revendique sa souveraineté territoriale. Le 26, un soviet de soldats, piloté par le Comité des 15, s'empare des installations militaires de la ville. Cadets, junkers et haïdamaks qui résistent sont écrasés le 29 par l’artillerie de la flotte de la mer Noire, le croiseur Almaz et les cuirassés Sinop et Rostislav. Le 31, le Roumtcherod rallie la république soviétique de Russie naissante, et proclame son rattachement au gouvernement de la république soviétique de Kharkov. Toute la région entre le delta du Danube et le bas Dniepr, Bessarabie incluse (contrôlée par Sfatul Țării et par la mission Berthelot), est revendiquée sous la présidence de Vladimir Iodovsky (ru) par la République soviétique d'Odessa qui contrôle la région entourant la ville, soit, en gros, le Yedisan. À Odessa, la terreur rouge se déchaîne : quatre cents officiers sont exécutés, transformés en bloc de glace sur le pont de l'Almaz à force de jets d’eau, ou jetés vivants dans la chaudière. Deux mille habitants dénoncés comme « bourgeois » sont massacrés par une foule incontrôlable.
Dès décembre 1917, le Sfatul Țării (« Soviet du pays ») moldave, à majorité menchévique et autonomiste moldave, débordé par la débandade des troupes russes pillant le pays et paniqué par les exécutions de la terreur rouge, appelle à l’aide d’abord le général russe Scherbatchev, commandant de l'armée russe en Roumanie voisine (mais celui-ci ne contrôle plus guère que son état-major) et ensuite l’armée franco-roumaine Berthelot qui répond favorablement le 13 janvier 1918. Ne parvenant pas à contrôler la Bessarabie, la république d’Odessa est contrainte de composer avec la Rada centrale, alors même que celle-ci poursuit parallèlement avec la Russie bolchévique des négociations préliminaires au traité de Brest-Litovsk. Celui-ci, signé le 3 mars 1918, livre les pays baltes, la Biélorussie et l’Ukraine à l’armée allemande qui n’aura plus d’ennemis à l’Est après le traité de Bucarest signé le 7 mai 1918 par une Roumanie exsangue qui ne peut plus compter sur le soutien russe.
Le 11 mars 1918, ceux des soldats russes débandés qui s’opposent aux bolcheviks, sont rassemblés par le colonel Drozdovski et entament à travers la Roumanie, la République démocratique moldave et le nord du Yédisan leur marche de Iași au Don pour rejoindre l’armée blanche du général Kornilov. Devant l’offensive Drozdovski, le gouvernement de la république d’Odessa, que l’armée franco-roumaine n’avait pas été en mesure d’attaquer (étant repoussée devant Tiraspol durant la première quinzaine de mars), s’enfuit sans combat le 13 mars et s’établit à Ieïsk, sur la rive orientale de la mer d'Azov. Dès lors, selon les protocoles du traité de Brest-Litovsk, le Yédisan est occupé par l’administration militaire austro-allemande.
L’Hetmanat, gouvernement soutenu par le IIe Reich qui renverse la République populaire ukrainienne le 29 avril 1918, revendique le territoire mais c'est la guerre civile qui y règne, les bandes armées dans la campagne, l’agitation politique dans les villes. Le 18 décembre, quatre jours après la chute de l’Hetmanat, la marine française débarque à Odessa. En butte à l’hostilité de la population et au caractère vain des négociations avec le général Hrekov, gouverneur de la région de Kherson et ministre de la Défense d’un Directoire d'Ukraine confiné dès février par l’Armée rouge et l’Armée noire à la Podolie, elle commence l’évacuation du port le 1er avril 1919, lequel est investi le 7 par les troupes de l’ex-« ataman » Grigoriev au nom de la République socialiste soviétique d'Ukraine.
Dans les années entre les deux guerres mondiales, le Yedisan fait partie des régions touchées par la terreur rouge et par les famines soviétiques de 1921-1922 et de 1931-33 dont la Holodomor ; une partie de la population s’enfuit vers la Bessarabie (devenue roumaine) pour y échapper : passant le Dniestr englacé en hiver, elle y est accueillie par l’Office international Nansen pour les réfugiés.

#### Occupation roumaine (1941-1944)
Le 8 juillet 1941, seize jours après le déclenchement par Adolf Hitler de l’opération Barbarossa, la 3e armée du dictateur fasciste de Roumanie, Ion Antonescu, partie de Bessarabie, fait la jonction avec la 11e armée de la Wehrmacht à Hotin : c'est l’Opération Munich. Plus au sud, les 60 000 hommes de la 4e armée roumaine envahissent le Yédisan et la Podolie abandonnés par la 18e armée soviétique (dont une parte des effectifs se rendent sans combattre, faute de munitions, ou par anti-stalinisme). Seul le port d’Odessa, où près de la moitié des 180 000 habitants est ashkénaze, résiste. Le siège d'Odessa dure jusqu’au 16 octobre.
Le 19 août 1941, le Yédisan est incorporé dans le Gouvernement de Transnistrie occupé militairement par la Roumanie fasciste. Le gouverneur de cette province occupée est George Alexianu. Un recensement réalisé en décembre montre, en excluant les ashkénazes, que si les grandes villes, Odessa et Tiraspol principalement, sont russophones, la campagne est majoritairement ukrainienne, sauf dans plusieurs zones proches de l'ancienne frontière du Dniestr où elle est moldave et roumanophone. Le Yédisan abrite alors aussi une forte minorité d'Allemands de la mer Noire, soixante-trois colonies, dix-huit autour de Glücksthal (ru) le long du bas Dniestr, dix autour de Straßburg (ru), le long du bas Koutchourhan, treize autour de Großliebenthal, le long du fleuve Akkarja qui coule à l'ouest d'Odessa, dix-huit autour Landau (de), en amont du Bérésan (de). Organisés dès 1941 par la VoMI en une milice d'auto défense des nationaux allemands qui compte 7 000 hommes, ils dépouilleront et brûleront quelque 52 000 Artfremd (« sous-hommes ») ukrainiens, russes ou juifs.

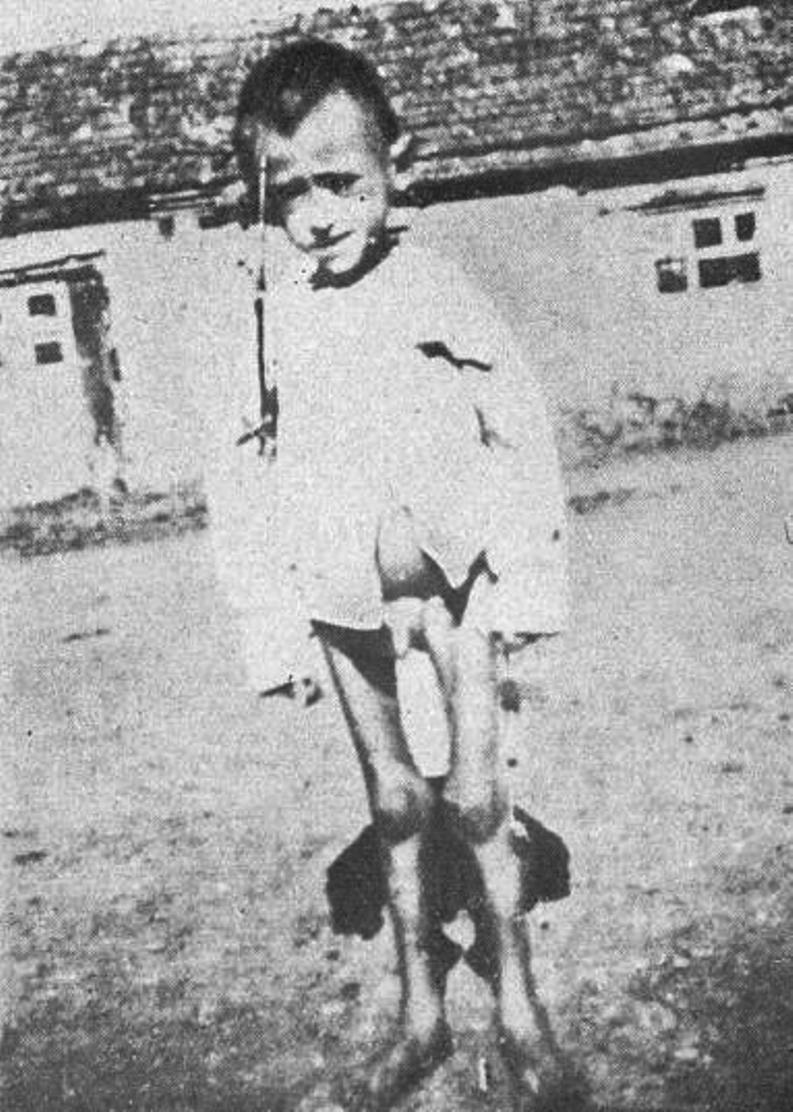
Enfant rescapé de Transnistrie, photographié en 1944.

À la suite d'un attentat des partisans, 5 000 juifs, athées ou croyants dénoncés comme communistes, sont pendus en grappes aux lampadaires d'Odessa dans la nuit du 22 octobre 1941. Le lendemain matin, dix-neuf mil sont fusillés ou brûlés dans les neuf magasins à poudre du port, où ils ont été enfermés. L'après-midi, 20 000 personnes sont emmenées pour être fusillées méthodiquement par lots à Dal'nyk (ro), qui est à une journée de marche au sud-ouest d'Odessa. Là, 5 000 femmes, enfants, vieillards restants sont enfermés dans les quatre entrepôts, qui sont mitraillés. Comme ça n'allait pas assez vite, le 24 à dix-sept heures, trois des entrepôts sont incendiés. Le 25, c'est au tour des hommes. Les entrepôts sont canonnés.
Ces massacres d'Odessa, au moins 40 000 morts, déshonorent l'armée roumaine et se prolongent jusqu'à l'ouverture d'un ghetto le 3 novembre 1941. 33 182 personnes, originaires d'Odessa ou chassées de la campagne, en seront déportées jusqu'au 10 avril 1942 par trains vers trois camps de concentration ouverts à Bogdanovka, Domanivka et Ahmedtchéka (uk), aux confins nord-est du Yédisan. Quelque 115 000 ashkénazes et 15 000 tziganes, déportés de Bucovine, de Bessarabie et de Transylvanie roumaine par les « trains de la mort », mourront dans ces mêmes camps.
Le 1er février 1944, George Alexianu abandonne le pouvoir du Gouvernement militaire entre Dniestr et Boug aux deux divisions roumaines Alliées « Tudor Vladimirescu » et « Horia-Cloșca-Crișan » dirigées par les généraux communistes Nicolae Cambrea et Iacob Teclu, et à l'Armée rouge dirigée par les généraux Rodion Malinovski et Fiodor Tolboukhine. Au 16 avril 1944, à l'issue de l'offensive Ouman-Botoșani, la totalité du Yedisan ainsi que le nord de la Bessarabie sont libérés des troupes de l'Axe. Le 23 août 1944 la Roumanie déclare la guerre à l'Axe et restitue la « Transnistrie » à l'URSS. Les déportés survivants, environ 100 000 personnes, ont pu regagner leurs domiciles en URSS ou en Roumanie, mais c'est pour émigrer pour la plupart en Israël dans les années 1948-1970, d'autant qu'après l'indépendance de cet État et son rapprochement des États-Unis, le Bloc de l'Est les a considérés comme des « éléments cosmopolites peu fiables. »